# Achi’ezer
Achi’ezer  (hebr. אחיעזר; oficjalna pisownia w ang. Ahi'ezer) – religijny moszaw położony w Samorządzie Regionu Emek Lod, w Dystrykcie Centralnym, w Izraelu.

## Położenie
Leży przy moszawie Jagel, na południe od międzynarodowego portu lotniczego im. Ben-Guriona.

## Historia
Moszaw został założony 27 czerwca 1950 przez imigrantów z Jemenu. Nazwa została zaczerpnięta od przywódcy plemienia Dan podczas wyjścia Izraela z niewoli egipskiej (Księga Liczb 1:12).

## Gospodarka
Gospodarka moszawu opiera się na intensywnym rolnictwie.

## Komunikacja
W bezpośrednim sąsiedztwie moszawu (na zachód) przebiega autostrada nr 1 (Tel Awiw–Jerozolima), nie ma jednak bezpośredniego wjazdu na nią. Przy moszawie od strony północno-wschodniej przebiega droga nr 4404, którą jadąc na północ dojedzie się do moszawu Cafrijja, a na południe do moszawu Zetan i drogi nr 434.